# Gärstjärnen, Hälsingland
Gärstjärnen är en sjö i Söderhamns kommun i Hälsingland och ingår i Ljusnan-Skärjåns kustområde.